# 비올란트 다라곤 왕녀 (1384년)
비올란트 다라곤(아라곤어: Violant d'Aragó), 욜랑드 다라곤(프랑스어: Yolande d'Aragon, 1384년 8월 11일 ~ 1442년 11월 14일)는 아라곤 왕국의 왕위 주장자이자 명목상 여왕이자, 명목상 나폴리 왕국의 왕비, 앙주 공작 부인, 프로방스 백작 부인, 그의 아들이 미성년인 동안 프로방스의 섭정이다. 그녀는 아라곤 왕국의 왕 추안 1세과 욜량드 드 바르(바르 공작 로베르 1세 드 바르와 마리 드 발루아(프랑스 국왕 장 2세의 딸)의 딸) 사이에 딸로 태어났다. 비올란트는 프랑스와 잉글랜드 간의 분쟁에서 1429년 프랑스를 위해 도움을 주기 위해 잔다르크의 군대에 자금 조달을 하는 등, 결정적인 역할을 했다.

## 가족과 혼인
비올란트는 1384년 8월 11일 아라곤 사라고사에서 추안 1세와 둘째 부인 욜랑드 드 바르의 장녀로 태어났다. 그녀는 3명의 형제, 2명의 자매가 있었고, 거기다 추가적으로 아버지의 첫 번째 혼인 상대인 마르트 다르마냐크 사이에서 태어난 5명의 배다른 형제자매도 있었다. 비올란트는 15세기 전반기 동안에 잉글랜드, 프랑스, 아라곤의 정치에 중요한 역할을 했다.
1389년, 루이 2세 당주가 나폴리 왕국의 왕위에 오르게 되었다. 그의 어머니 마리 드 블루아는 아라곤 왕국에서 루이의 통치를 방해하는 요소를 없애기 위해 그녀의 아들과 비올란트 사이의 혼인을 협상하였다. 비올란트가 11세가 되었을 때, 그녀는 루이 2세와의 혼인에서 대사들이 만든 어떠한 약조들을 부인하겠다는 서명을 하였다. 1395년, 잉글랜드의 리처드 2세 또한 비올란트에게 도움을 주기로 협상을 채결하였다. 이 혼인을 저지하기 위해, 프랑스의 샤를 6세는 그녀의 딸 이자벨 드 프랑스를 리처드 2세에게 혼인시키기로 제안했었다. 비올란트의 어머니 사후, 마리 드 블루아는 비올란트의 숙부 마르틴 1세에게 비올란트와 루이 2세를 혼인을 시켜야한다고 설득시켰다. 비올란트는 이의를 제기했지만, 이후에 이를 철회할 수 밖에 없었고 이 두 사람은 1400년 12월 2일 아를에서 혼인식을 올렸다. 비올란트의 초기 결혼 거부와 이후 그녀 남편의 병에도 불구하고, 두 사람의 혼인은 성공적이였다.

## 아라곤 왕위 주장
추안 1세의 딸로서, 그녀는 언니인 푸아 백작부인 후아나 데 아라곤과 그녀의 작은 아버지 마르틴 1세 데 아라곤 사망 후, 아라곤 왕국의 왕위를 주장하였다. 하지만 불확신하기는 그래도 당시 아라곤과 바르셀로나의 계승법에는 모든 남성 일족들이 여성 일족들보다 위에 있다고 해석하였다(이것이 욜란다의 작은 아버지인 마르틴이 아라곤을 계승한 방법이다). 마르틴이 1410년에 자식을 두지 못하고 사망하였고, 왕이 없이 2년을 보낸 뒤, 아라곤 왕국의 유력자들은 레오노르 데 아라곤과 카스티야 왕국의 왕 후안 1세의 둘째 아들 페르난도를 다음 아라곤의 왕으로 선출시켰다.
아라곤 왕위의 앙주계 후보자는 욜란다의 장남 칼라브리아 공작 루이 3세 당주였고, 카스페 타협에서 모든 권리를 몰수당하였다. 욜란다와 그녀의 아들들은 자신들을 왕위에 대한 강력한 권리자들이라고 여겼고, 아라곤 왕이라는 칭호를 사용하기 시작했다. 이 추가적인 유산에 대한 결과로, 욜란다는 "4왕국의 여왕"- '시칠리아, 예루살렘, 키프로스, 아라곤' 이라고 불렸다. 또다른 해석으로는 시칠리아에서 떨어져 나간 나폴리에 예루살렘, 아라곤이라고 하기도 한다. 왕국의 숫자는 아라곤을 구성하는 왕국들(마요르카, 발렌시아)과 사르데냐를 포함시키면 7개로 늘어날 수 도 있다. 하지만 진실은 욜란다와 그녀의 가족들이 앞서 말한 왕국들을 지배했던것은 있었다 하더라도 잠깐뿐이였다. 그들의 진짜 영역은 프랑스쪽의 앙주 영지였다: 그들은 프로방스, 앙주를 지녔었고, 또한 그때는 바르, 멘, 투렌, 발루아도 지니고 있었다. 욜란다의 아들 르네 당주는 이자벨 1세 드 로렌과의 혼인을 통해 로렌의 지배자가 되었다.

## 프랑스와 앙주 가문
백년 전쟁의 2기가 발생했을 때, 욜란다는 잉글랜드와 부르고뉴에 맞서 프랑스(특히 아르마냐크파)를 지원하기로 결정했다. 부르고뉴 공작 용맹공 장이 1413년에 프랑스의 도팽에게 공격을 가한 후, 그녀와 그녀 남편은 아들 루이와 장의 딸 카트린(Catherine)과의 약혼을 철회하며, 결정적으로 아르마냐크파에 가담하는 계기가 되었다. 같은 해, 욜란다는 프랑스 왕비 이자보와 만나서 욜란다의 딸 마리와 이자보의 셋째 아들 샤를과의 혼인 협약을 마무리지었다.
샤를의 형 두 명이 사망하자, 그녀는 샤를의 도팽 주장을 지지하였고, 욜란다의 재원과 도움에 의존하여, 샤를 7세로서 왕위를 계승하였다. 샤를의 어머니, 왕비 이자보는 그의 주장을 반대했었으며, 욜란다는 어머니의 대체 인물로서 청소년기 샤를을 모든 위협으로부터 보호했던 인물이였다고도 전해진다. 그녀는 그의 부모의 궁전에서 샤를을 빼내어 그녀의 성에서 지내게 하였으며, 일반적으로 샤를이 잔 다르크에게 주었던 루아르 계곡의 성이 그러하였다. 욜란다는 그녀의 딸 마리와 샤를의 결혼을 주선하였고, 게다가 샤를의 장모가 되었다. 이는 프랑스의 발루아 가문의 생존을 위한 투쟁에 욜란다의 사적이고, 치명적인 개입으로 이어졌다.
1400년 12월 아를에서 루이 2세 당주와 이뤄진 욜란다의 혼인은 앙주 가문과 아라곤 가문 사이에 나폴리와 시칠리아 왕국을 두고 생긴 권리 문제를 해결하는 오랜 노력의 일부였다. 루이는 나폴리 왕국에 대한 그의 권리를 위해 이탈리아에서 싸움으로 그의 생 대부분을 보냈다. 프랑스에서, 욜란다는 앙주 공작부인이자 프로방스 백작부인이였다. 그녀는 앙제와 소뮈르에 있는 궁전에서 머무르는 선호했다. 그녀는 자식 6명을 두었고, 차남인 르네를 통해서 헨리 6세의 아내인 마르그리트 당주의 친할머니이기도 하였다.
1415년에 잉글랜드가 프랑스를 상대로 승리를 거둔 아쟁쿠르 전투로, 앙주 공국은 위험에 쳐하게 되었다. 프랑스 국왕 샤를 6세는 정신적으로 문제가 있었고 그의 왕국은 부르고뉴파와 오를레앙파(아르마냐크파) 사이에 내전에 휩싸인 상태였다. 이 상황은 부르고뉴 공작 용맹공 장과 잉글랜드의 동맹으로 더욱 악화되었으며, 프랑스 왕비 이자보는 샤를 6세의 자식들에게 프랑스 왕위를 부정하는 부르고뉴 공작의 계획에 따르기에 이르렀다. 부르고뉴 공작의 막강한 힘에 대한 두려움에 루이2세와 욜란다는 자식들과 미래의 사위인 샤를을 프랑스 남부 프로방스로 자리를 옮겼다.

## 도팽
1415년과 1417년에 샤를 6세의 나이많은 아들들인 루이, 장이 이른 나이에 사망하고 말았다. 두 형제는 부르고뉴 공작의 보살픔을 받았었다. 욜란다는 새롭게 도팽이 된 사위의 수호자였다. 그녀는 샤를을 프랑스 왕궁으로 돌려보내라는 명령을 거부하고, 전해지는 바에 의하면 "우리는 그를 형제들처럼 죽거나 아비처럼 미치고 또는 당신처럼 잉글랜드인이 되는거처럼 가르치지 않고 아꼈다. 나는 계속해서 샤를을 나의 곁에 둘 것이다. 그를 데려가고 싶다면 대려가 봐라."라고 답했다고 한다.
1417년 4월 29일, 루이 2세는 병으로 사망하며, 그녀 나이 33세에 앙주 가문의 통제권을 넘기고 떠났다. 그는 아들이 어렸기에 섭정 활동을 했다. 그녀는 또한 프랑스 왕가인 발루아 가문의 운명을 손에 쥐고 있었다. 그녀의 어린 사위인 도팽 샤를은 잉글랜드 왕 헨리 5세와 나이 많은 친척 부르고뉴 공작 용맹공 장의 의도에 유난히 취약했었다. 샤를의 가까운 오래된 친척들인 오를레앙 공작과 부르봉 공작들은 아쟁쿠르 전투에서 포로로 붙잡혔혀 억류되어 있었다. 그의 어머니 이자보와 부르고뉴 공작은 잉글랜드와 동맹을 맺었으며, 샤를은 앙주 가문과 그들보다 작은 아르마냐크 가문 외에 다른 제적 지원이 없었다.
1419년 몽트로에서 벌어진 용맹공 장의 암살로, 그의 아들 선량공 필리프가 부르고뉴 공작 직을 계승하였다. 헨리 5세와 함께, 그는 정신병을 앓던 샤를 6세에게 트루아 조약(1420년 5월 21일)을 강요하였다. 그 조약은 "프랑스의 섭정"이자 프랑스 왕위의 후계자로 헨리 5세를 지목하는 내용을 담았었다. 조약 후인, 도팽 샤를은 1421년에 상속권 박탈 선고를 받고 말았다. 1422년에 헨리 5세와 샤를 6세가 사망하자(각각 8월 31일, 10월 21일), 그때 나이 19세의 도팽 샤를은 합법적으로 프랑스의 샤를 7세가 되었다. 샤를의 칭호는 잉글랜드와 헨리 5세의 미성년자 아들과 샤를 7세의 친누나인 카트린의 왕위를 지지하던 부르고뉴 동맹들에게 위협받았다. 이 설정은 백년 전쟁 마지막 기의 무대가 되었다.
이 분쟁에서, 욜란다는 앙주 가문과 관련되어 조언자이자 종복으로서 어린 발루아 왕 주변의 중요한 역할을 했다. 그녀는 부르타뉴 공작 장 5세 드 브르타뉴를 잉글랜드와의 동맹을 파기하게 하였고, 브르타뉴 공작의 군대 통솔권을 가지고 있던 아르튀르 드 리슈몽를 프랑스 총사령관으로 만들었다. 다른이들은 의혹을 가졌을 때, 잔다르크의 초기이자 강력했던 지원자였던 욜란다는 백년 전쟁 마지막 기에서 잔다르크의 존재를 더 큰 역할을 해보는 것을 그녀에게 제안하였다. 욜란다는 분병히 현실적인 정치를 시행하였다. 총사령관인 리슈몽을 이용해, 욜란다는 뒤에서 샤를 7세의 일부 강력한 조언자들을 제거해냈다. 거기다 라 트레무아이유 가문은 1433년 궁전에서 공격당하기도 하였다. 욜란다는 아름다운 여성들을 모집하는 걸 반대하지 않았고 그녀 대신에 영향력있는 자들을 감시할 목적으로 그들을 하녀로 만들어 그들을 가르치기도 하였다. 그녀는 로렌, 부르고뉴, 브르타뉴, 그녀의 사위의 궁전등에 이러한 여성들의 네트워크망을 구축해냈다.
동시대의 연대기 작가이자 보베 주교였던 장 위베날 데 위르장(1433–44)은 "프랑스 왕국의 제일 미녀"라고 욜란다를 묘사했으며, 앙주 가문의 연대기 작가인 부르디녜(Bourdigné)는 그녀에 대해 "기독교도 왕국중 가장 지혜롭고 아름다운 귀족 여성"이라고 전한다. 이후 루이 11세는 친할머니를 "남자의 심장이 깃든 여성의 몸"이라고 회상하기도 하였다. 20세기의 프랑스 작가 주안 도를리아크(Jehanne d'Orliac)은 욜란다를 주제로 한 서적을 쓰기도 하였으며, 그곳에서 샤를 7세 통치 시기에 그녀의 재능과 영향력을 인정받지 못한 그녀의 유산들을 언급한다. 그녀는 "프랑스에서 잔다르크가 고작 11달 동안 주목을 받은것에 비해, 42년 동안 모든 중요한 사건들의 중심점이였다고 지나가는 말로 언급되기도 한다."
그녀는 앙제에서 은퇴하고 사뮈르로 갔다. 그녀는 그후로도 계속해서 정치 활동을 지속했다. 앙제 주교구가 공석이 되자, 그녀는 샤를 7세의 후보자가 만약에 도시에 보인다면, 그를 참수하겠다고 위협하였다. 그러자 왕은 주장을 굽히고 그녀의 비서관에게 우편을 보냈다. 최소 1439년 이후까지는, 그녀의 손녀인 마르그리트 당주는 그녀와 함께 살았었다. 욜란다는 그녀를 예의와 문학만을 가르칠 것이 아니라고 생각하여, 장부 보는 법을 가르치기도 하였다. 욜란다가 사망전 마지막 한 일은 신성 로마 제국 황제 프리드리히 3세와 마르그리트의 혼인을 준비한 것이였다. 그녀는 그의 대사들을 사뮈르에서 맞이했고 그들에게 손녀를 소개시키기도 하였다. 그녀는 1443년 12월 14일 샤토 드 튀스 드 사뮈르(Chateau de Tuce-de-Saumur)에서 사망했다.

## 혼인과 자녀
그녀는 앙주 가문의 후계자인 루이(약혼 1년전에 나폴리를 정복하여, 나폴리의 루도비코 2세이기도 함)와 1390년에 약혼을 하였고, 1400년 12월 2일 몽펠리에에서 혼인을 하였다. 그들 사이에 태어난 자식은 다음과 같다:
1. 루이 3세 당주 (1403년 12월 25일 – 1434년 11월 12일), : 앙주 공작이자, 명목상 나폴리의 군주이다. 그는 나폴리의 여왕 조반나 2세 디 나폴리에게 입양되기도 하였다. 마르게리타 디 사보이아와 혼인하였으며, 자식을 두지 못하고 사망했다;
2. 마리 당주 (1404년 10월 14일 - 1463년 11월 29일) : 1422년에 프랑스 국왕 샤를 7세와 혼인을 했다. 그들 사이에 자식 중에는 루이 11세가 있다;
3. 르네 당주 (1409년 1월 16일 - 1480년 7월 10일) : 앙주, 바르의 공작이자 로렌 여공의 남편, 명목상 시칠리아와 나폴리의 군주이다. 로렌 여공 이자벨 드 로렌과 혼인하였다. 그들은 잉글랜드의 왕비 마르그리트 당주의 부모이다.
4. 욜랑드 당자(Yolande de Anjou) (1412년 – 1440년) : 1431년에 브르타뉴 공작 프랑수아 1세 드 브르타뉴와 혼인했으며, 자식을 두지 못하고 욜랑드는 사망한다. 프랑수아는 이사벨라 스튜어트와 재혼하여 자식 두 명을 가졌다.
5. 샤를 4세 당주 (1414년 10월 14일 – 1472년 4월 10일) : 멘 백작 (앙주 공작인적은 없었으며, 그와 이름이 같은 아들이 그런적은 있었다)이다. 처음에는 코벨라 루포(Cobella Ruffo)와 결혼했고 기즈 여공인 이자벨 드 생폴(Isabelle de St.Pol)과 재혼했다. 그들 사이에 자식 두명을 두었다.

## 참고 자료
- Zita Rohr, "Lifting the Tapestry: The Designs of Yolande of Aragon (1381-1442)", in Anthony McElligott, Liam Chambers, Ciara Breathnach, Catherine Lawless (dir.), Power in History : From Medieval Ireland to the Post-Modern World, Dublin / Portland, Oregon, Irish Academic Press, coll. "Historical studies" (n° 27), 2011, XVI-314 p. (ISBN 9780716531081), pp. 145-166.
- Zita Eva Rohr, Yolande of Aragon (1381-1442). Family and Power: The Reverse of the Tapestry, Basingstoke/New York, Palgrave Macmillan, 2016. (ISBN 9781137499127)
- (프랑스어) Philippe Contamine, "Yolande d'Aragon et Jeanne d'Arc : l'improbable rencontre de deux parcours politiques", in Éric Bousmar, Jonathan Dumont, Alain Marchandisse et Bertrand Schnerb (dir.), Femmes de pouvoir, femmes politiques durant les derniers siècles du Moyen Âge et au cours de la première Renaissance, Bruxelles, De Boeck, coll. "Bibliothèque du Moyen Âge", 2012, 656 p. (ISBN 978-2-8041-6553-6), pp. 11-30.